# Andorra a 2020. évi nyári olimpiai játékokon
Andorra a japán Tokióban megrendezett 2020. évi nyári olimpiai játékok egyik részt vevő nemzete. Az országot 2 sportágban 2 sportoló képviselte, akik érmet nem szereztek

## Atlétika
| Versenyző | Versenyszám | Előfutam | Előfutam | Elődöntő | Elődöntő | Döntő   | Döntő    |
| Versenyző | Versenyszám | Idő      | Hely.    | Idő      | Hely.    | Idő     | Helyezés |
| --------- | ----------- | -------- | -------- | -------- | -------- | ------- | -------- |
| Pol Moya  | Férfi 800 m | 1:47,44  | 7.       | kiesett  | kiesett  | kiesett | kiesett  |

## Kajak-kenu

### Szlalom
| Versenyző    | Versenyszám | Selejtező | Selejtező | Selejtező | Selejtező | Selejtező     | Selejtező     | Elődöntő | Elődöntő | Döntő   | Döntő    |
| Versenyző    | Versenyszám | 1. futam  | 1. futam  | 2. futam  | 2. futam  | Jobb eredmény | Jobb eredmény | Elődöntő | Elődöntő | Döntő   | Döntő    |
| Versenyző    | Versenyszám | Pont      | Hely.     | Pont      | Hely.     | Pont          | Hely.         | Pont     | Hely.    | Pont    | Helyezés |
| ------------ | ----------- | --------- | --------- | --------- | --------- | ------------- | ------------- | -------- | -------- | ------- | -------- |
| Monica Doria | Női K-1     | 110,57    | 11.       | 110,54    | 13.       | 110,54        | 14.           | 118,15   | 16.      | kiesett | kiesett  |
| Monica Doria | Női C-1     | 113,78    | 6.        | 119,69    | 14.       | 113,78        | 9.            | 128,32   | 11.      | kiesett | kiesett  |